# Simko Shikak
Ismail Agha Shikak (Kurdiska: ئیسماعیل ئاغا شکاک, Îsmaîl Axayê Şikak), även känd som Simko (Kurdiska: سمکۆ Simko), född 1887, död 1930, var en kurdisk hövding för Shekak-stammen. Han var en nationalistisk krigsherre som kontrollerade betydande markområden och ledde tusentals kurdiska rebeller som besegrade den iranska armén vid flera tillfällen. Han ledde också etniska konflikter mot assyrier och azerbajdzjaner. Han mördades senare av den iranska regeringen 1930.

## Uppväxt
Simko föddes 1887 i Chahriq-e Olya, Chahriq Rural District, Salmas County, till Mohammad Agha Shikak, son till Ismail Agha, som var ledare för Awdoyi-klanen av Shikak-stammen. Ismail Agha dog år 1816. Shekak spelade en framträdande roll i lokalpolitiken och ockuperade distrikten Somay, Baradost, Qotur och Chahriq. Hans bror, Jafar Agha, blev senare stammens ledare. År 1904 bjöd Qajar-tjänstemannen Nizam-ol-Saltaneh in Jafar Agha till Tabriz för förhandlingar och svor vid Koranen att han inte skulle skadas. Det hade dock varit en fälla, och Jafar Agha dödades av iranska myndigheter i Tabriz. År 1907 åkte hans far, Mohammad Agha Shekak, personligen för att be Abdul Hamid II om hämnd mot Iran, trots att han fängslades i Istanbul och dog i fängelset.

## Karriär
Simko blev ledare för Shekak-stammen år 1905 efter att hans äldre bror Jafar Aghas död.
Simko var också i kontakt med kurdiska revolutionärer som Seyyed Taha Gilani, sonson till Sheikh Ubeydullah. Seyyed Taha var en kurdisk nationalist som aktivt drev en kampanj för enandet av iranskt Kurdistan och turkiskt Kurdistan i en självständig stat.
Kurdisk nationalism introducerades först för iranska kurder under Abdul Hamid II: s regeringstid, där det osmanska riket gjorde flera försök att annektera iranska Kurdistan samtidigt som de uppmuntrade nationalism för att övertyga iranska kurder om resten av kurderna, som bodde i det osmanska riket. Den ungturkiska revolutionen förändrade inte politiken. Ottomanerna kontrollerade kortvarigt iranska Kurdistan vid två tillfällen, 1906 och under första världskriget.
År 1906 erövrade ottomanerna Mahabad relativt enkelt på grund av att kurderna var sunnimuslimer. År 1908 kontaktade en grupp kurdiska nationalister det ryska konsulatet i Urmia och bad om hjälp med att utvisa ottomanerna. Simko var den mest framstående personen som kontaktade konsulatet. Närvaron av ottomanska trupper i iranska Kurdistan hade utmanat Simkos mäktiga status, medan kurderna var uppdelade i pro-ottomanska och anti-ottomanska fraktioner. Simko besökte det ryska konsulatet i Urmia igen 1911 och besökte Ryssland 1912. Simko attackerade ottomanerna och orsakade betydande skador. Illarion Vorontsov-Dashkov gav Simko ofta högre befordringar, vilket ottomanerna protesterade mot till Sergey Sazonov, men uppnådde ingenting då den ryske konsuln i Van uppgav att Simko "är någon som vi behöver och vi borde stödja honom, eftersom hans hat mot turkarna är utan gränser. Och det gynnar oss." Enligt den brittiska reseskildringen CJ Edmonds, som intervjuade Simko i oktober 1922, hatade Simko turkar mer än han hatade perser. Simko betonade ofta sitt hat mot perser och citerade ofta ett gammalt kurdiskt talesätt "den enda perser du kan lita på är en död perser". I maj 1914 deltog han i ett möte med Abdürrezzak Bedir Khan, som vid den tiden var en kurdisk politiker som stöddes av ryssarna. Under första världskriget fördrevs ryssarna från regionen efter att ottomanerna erövrat Urmia och Tabriz i december 1914, varefter Simko allierade sig med ottomanerna. Men när ottomanerna begärde hjälp mot britterna vägrade han. Ryssarna återvände kort därefter och fängslade Simko i Tbilisi, varefter han återvände till Iran, fortfarande en rysk allierad. När ryssarna drog sig tillbaka 1917 började Simko samarbeta med britterna och allierade sig med assyrierna mot ottomanerna. Simko var dock ofta paranoid och trodde att assyrierna ville etablera en stat i kurdiska länder och etniskt rena kurderna. Han bytte ofta sida eftersom han var villig att alliera sig med alla som gynnade kurderna. Alliansen bröts när Simko mördade Shimun XIX Benyamin i mars 1918 och ställde sig på ottomanernas sida när de invaderade Iran sommaren 1918.
Under det osmanska tillbakadragandet från Sydkaukasien efter första världskriget deserterade många etniska kurdiska soldater och officerare från den osmanska armén och anslöt sig till Simko, inspirerade av hans nationalistiska mål. Trots att de deserterade hade de fört med sig den osmanska utrustningen till Iran. De fick generöst betalt av Simko och utgjorde huvuddelen av de kurdiska rebellerna i Iran.
År 1918 började Simko Shikak-upproret, som syftade till att etablera en oberoende kurdisk stat. Mot 1920-talet blev Simko alltmer nationalistisk. Simko ansågs dock främst vara en stamledare, eftersom han levde i en tid där kurderna främst gav sin trohet till sin stam och inte hade någon uppfattning om enighet för en nationell sak. Simko saknade administration, vilket gjorde honom mindre framgångsrik än sina samtida Mohammad Khiabani och Mirza Kuchik Khan. Simko var en pionjär inom kurdisk nationalism och var bland de första som försökte ena kurder från olika stamtillhörigheter för en nationell sak. Hans misslyckande berodde främst på bristen på nationalism bland kurderna. Emellertid växte den kurdiska nationalismen snabbt under Pahlavi-eran i Iran, vilket också sammanföll med den kemalistiska eran i Turkiet där den kurdiska nationalismen också växte. Så småningom lyckades Qazi Muhammad ena olika kurdiska stammar och etablera republiken Mahabad. Qazi Muhammads far var en nära vän till Simko och följde honom genom alla striderna.
Under slaget vid Charah, efter mordet på Mar Shimun, attackerade assyrierna under befäl av Malik Khoshaba och Petros Elia från Baz fästningen i Charah där Simko besegrades avgörande och flydde till Khoy. Azerbajdzjans viceguvernör, Mokarram-ol-Molk, utarbetade en plan för att mörda Simko med en presentask som innehöll en bomb inuti. I maj 1919 monterades bomben av en armenisk expert i Khoy och skickades till Simko förklädd till ett paket med konfekt. När paketet nådde Simko bar hans unge son in det i tron att det var en gåva. Simko visste genast vad det var och kastade det långt bort medan han hårt grep tag i sin son och kröp ner på golvet. De överlevde båda, även om bombningen dödade Simkos yngre bror, Ali Agha Shikak, såväl som många kurdiska trupper. Simko svor hämnd och började beskatta icke-kurder som bodde mellan Salmas och Khoy och intensifiera attackerna mot assyriska och azerbajdzjanska samhällen. Simko krävde att den som skickat paketet skulle överlämnas. Även om det var Mokarram-ol-Molk som planerade det, skyllde han på tre personer som inte hade någon del i det men som var ogillade av både den iranska regeringen och Simko. En av de anklagade männen var Jahangir Mirza, en Qajar-prins som ägde många skolor i Khoy. En av skolorna, vid namn Cyrus, erövrades av Simko efter att han dödat Mar Shimun. Simko bodde i skolan under en tid, och vid ett tillfälle försökte Jahangir Mirza vräka Simko från skolan men misslyckades. Simko kände sig förödmjukad och fortsatte att hysa förbittring. I juni eskorterades de tre männen till Simko av tretton Qaradaghi-stamsmän. De tre männen och alla Qaradaghi-stammarna fick sina lemmar avhuggna och kastades från taket på Simkos palats. Han riktade in sig på Qaradaghi-stammens medlemmar som hämnd för sin bror Jafar Agha, som dödades av en Qaradaghi-hövding år 1905.
Sommaren 1918 hade Simko etablerat sin auktoritet i regionen väster om Urmiasjön.

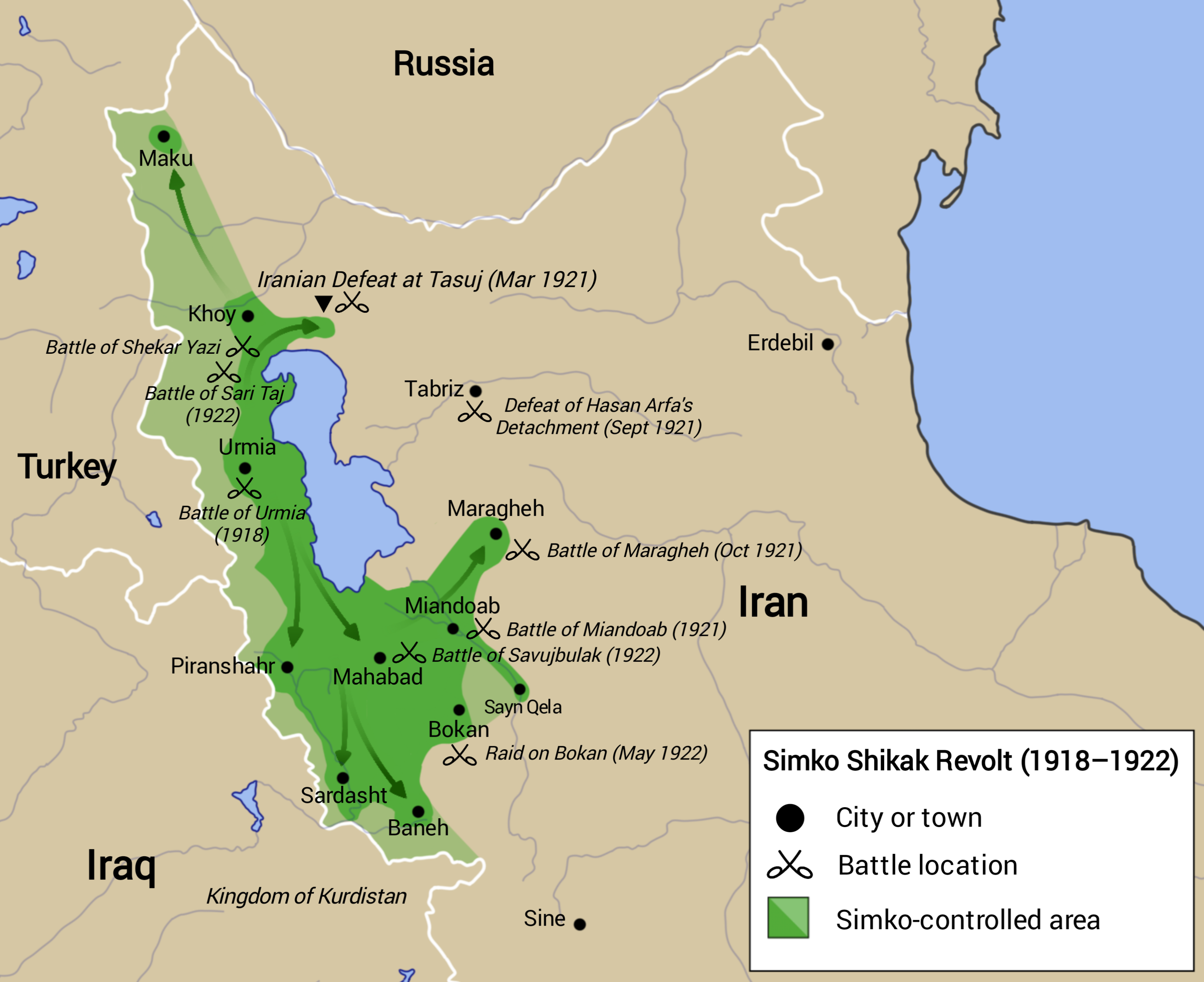
Karta som visar de viktigaste platserna och zonerna som kontrollerades av Simko Shikak under hans uppror (1918–1922).

År 1919 skickade Simko ett brev till den brittiska civila kommissionären i Irak och krävde kurdisk självständighet. År 1919 smidde Yusuf Adl Mukarram ul-Molk, guvernören i Iranska Azerbajdzjan, också ut en komplott för att döda Simko genom att skicka honom en present med en bomb gömd i. Vid denna tidpunkt försökte regeringen i Teheran nå en överenskommelse med Simko på grundval av begränsad kurdisk autonomi. När Simko erövrade Mahabad i oktober 1921 föll några kurder offer för plundringen. Simko uppgav att han starkt avrådde från våld mot andra kurder och hävdade att han inte kunde hålla tillbaka sina män som var vana vid att plundra efter strider. De kurdiska offren rånades och lämnades vid liv, även om de azerbajdzjanska offren alla avrättades. De azerbajdzjanska städerna Miandoab, Binab och Maragheh skickade inlämningsbrev till Simko. Vid denna tidpunkt blev Simko mäktigare samtidigt som han hade permanenta band med många kurdiska stammar. Medan han kontrollerade en stor del av iransk Kurdistan nådde hans inflytande Luristan, såväl som irakisk Kurdistan och turkisk Kurdistan. Simko riktade specifikt in sig på assyriska och azerbajdzjanska samhällen för plundring. Simko var känd bland iranska azerbajdzjaner som "Azerbajdzjans slaktare".
I december 1919 var de multietniska delarna av provinsen Västra Azerbajdzjan extremt farliga och präglade av etniskt våld. Städerna Salmas, Urmia och Khoy, alla bestående av kurder, azerbajdzjaner och assyrier, upplevde de värsta spänningarna. Kurderna hade fördelen, och det kom telegram med vädjanden från azerbajdzjaner och assyrier som blev alltmer oroliga. Senare tillkännagav Simko Shikak sin planerade invasion av Lakestan, nämligen Soltan Ahmad och Qarah Qeshlaq, vilka båda beboddes helt av etniska azerbajdzjaner. Lakestan ligger nära Salmas, och dess invånare var antingen boskapsuppfödare, bönder eller hövdingar. I Lakestan förberedde sig cirka 8 700 azerbajdzjanska lokalbefolkningen för att konfrontera Simko, även om över 340 inte hade vapen. Simko hade nästan 4 000 kurdiska soldater. Fredagen den 19 december belägrade kurderna området, och striderna varade i två timmar innan kurderna gick in i staden från alla håll och började plundra och plundra. I telegrammet som överlevande från Lakestan skickade till Tabriz hävdade de att 3 500 azerbajdzjaner hade dött, varav 2 000 av dem dödades direkt av Simko och de övriga 1 500 av dem frystes ihjäl medan de försökte fly. Händelserna skapade en stark chock i Tabriz. Den iranska armén sändes senare ut till Lakestan och återtog regionen. I närliggande bosättningar, under och efter massakrerna i Lakestan, drabbade kurder samman med azerbajdzjaner och assyrier. Iran nådde senare en överenskommelse med Simko om att stoppa hans attacker, även om han började attackera igen kort därefter. Omedelbart därefter ledde Simko invasionen av Urmia, där kurderna intog staden och massakrerade assyrier och azerbajdzjaner.
Simko hade organiserat en stark kurdisk armé som var mycket starkare än iranska regeringsstyrkor. Eftersom centralregeringen inte kunde kontrollera hans aktiviteter fortsatte han att utöka området under sin kontroll och år 1922 var städerna Baneh och Sardasht under hans administration. I slaget vid Sari Taj 1922 kunde Simkos styrkor inte motstå den iranska arméns angrepp i regionen Salmas och besegrades slutligen och slottet Chari ockuperades. Den iranska arméstyrkan som skickades mot Simko bestod av 10 000 soldater. År 1922 bistod Turkiet den iranska armén mot Simko. Efter Simkos nederlag inledde Reza Shah en repressiv kampanj mot icke- persiska minoriteter.
Den 8 januari 1923 besökte Simko kungariket Kurdistan och träffade Mahmud Barzanji. Simko välkomnades med en militärparad, och dagen för hans besök gjordes till en nationell helgdag. 
År 1924 benådade Reza Khan Simko, som återvänt till Iran från exil. När Reza Khan blev Reza Shah år 1925 svor Simko evig lojalitet till honom och den iranska staten. År 1926 allierade sig dock Simko med Herki- och Begzada -stammarna, återtog ledarskapet över Shekak-stammen och inledde ytterligare ett uppror. I oktober 1926 belägrades Salmas av en styrka på 1 500 man som var lojala mot Simko. Kort därefter skickades iranska styrkor från Urmia, Sharafkhaneh och Khoy, och besegrade Simko. Under striden deserterade hälften av Simkos trupper till Shekak-stammens tidigare ledare och Simko själv flydde till det obligatoriska Irak.

## Senare liv och död
Simko bodde i byn Barzan i Irak. År 1930 inbjöd den iranska regeringen honom till förhandlingar i en guvernörs hus i staden Oshnaviyeh. Den 30 juni 1930 begav sig Simko till Oshnavieh till häst, åtföljd av en grupp kurdiska stammän. Under hela resan var Simko misstänksam och hade flera gånger funderat på att ställa in mötet. Medan Simko red på sin häst hade han till och med ropat ”den enda perser du kan lita på är en död perser.” Han undertryckte dock tankarna och trodde att mötet skulle uppfylla hans krav och förbättra kurdernas situation i Iran. När Simko anlände till Oshnavieh såg han huset omringat av tio beväpnade iranska vakter. Guvernören, tillsammans med två obeväpnade medarbetare, gick ut för att välkomna Simko. Sju beväpnade kurder stannade utanför huset, medan två obeväpnade kurder gick in med Simko. När Simko och hans två assistenter kom in satt sex iranska tjänstemän och drack te på golvet. Medan de diskuterade kurdernas situation i Iran samt båda sidors krav, reste sig en av de iranska tjänstemännen upp och påstod att han bara sträckte på benen. Hela rummet var tyst förutom ljudet av skedar som rörde i te. Simko blev överväldigad av paranoia och trodde att han hade fallit i en fälla. Efter att ha insett att den iranska tjänstemannen tog för lång tid på sig att sträcka på benen, tittade Simko i hans riktning och blev omedelbart skjuten i pannan. En av hans assistenter dödades, medan den andra tacklade den iranska tjänstemannen men sköts ihjäl av de andra iranska tjänstemännen. De kurdiska vakterna utanför huset dödades också.

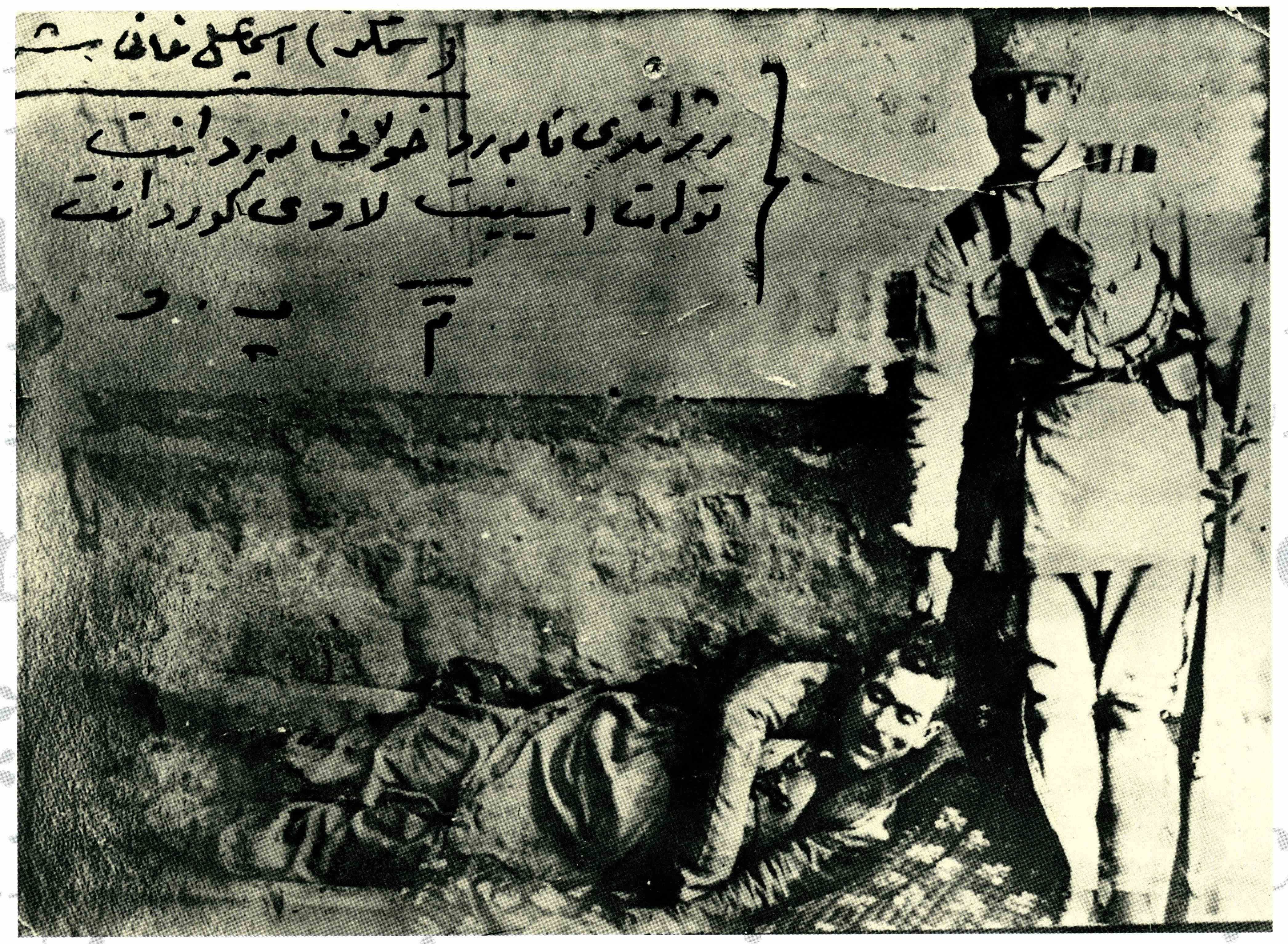
En persisk kosackbrigadsoldat med Simko Shikaks lik